# Гагган (ресторан)
Гагган — бывший ресторан молекулярной кухни в Бангкоке, Таиланд, находился под управлением индийского шеф-повара Гаггана Ананда. В 2017 году британский журнал Restaurant назвал его лучшим рестораном в Азии, а в списке The World's 50 Best Restaurants отвёл ему седьмое место.

## История
Ресторан был открыт в 2010 году в Бангкоке, Таиланд, индийским шеф-поваром Гагганом Анандом, он жил в Бангкоке с 2007 года. Ананд стремился довести индийскую кухню в Таиланде до уровня французской или японской. Ресторан был расположен в здании бывшей ратуши XIX века. Во время приготовления помещений к открытию в 2010 году в Таиланде начались политические протесты, это мешало Ананду посещать ресторан в течение определённого периода времени. Тем не менее, заведение начало работу в декабре 2010 года.
Изначально Ананд планировал закрыть «Гагган» в июне 2020 года и открыть новый ресторан на десять гостей, который работает только по выходным, в Фукуоке, Япония. Однако из-за проблем с акционерами ресторан закрылся 24 августа 2019 года. Ананд также объявил о своём плане к октябрю 2019 года открыть новый ресторан в Бангкоке, главным акционером которого будет его дочь.

## Описание
Внутренний декор имеет переливающуюся цветовую гамму белого и бежевого цветов, но есть дополнения из неоновых фиолетовых огней и разноцветных декоративных подушек. Обеденная зона ресторана занимает два этажа, которые поделены на ряд небольших закрытых комнат.
До открытия «Гаггана» Ананд работал в ресторане молекулярной кухни elBulli, Испания (три звёзды по гиду Мишлен). Шеф-повар включил блюда, приготовленные подобной техникой в меню «Гаггана». Среди них: пюре из кориандра, которое подают с куриным кебабом и зелёным перцем, блюдо называется «Зелень с завистью»; ещё одно фирменное блюдо под названием «Красота и зверь», в котором есть картофель, фаршированный инжиром.

## Признание
В 2015, 2016 и 2017 годах ресторан был признан лучшим в Таиланде и возглавлял список 50 лучших ресторанов Азии, по версии журнала Restaurant. До этого в 2014 году ресторан занял третье место в Азии. Заведение занимало 5-е и 4-е место в списке 50 лучших ресторанах мира в 2018 и 2019 годах соответственно. Также он остаётся единственным рестораном индийской кухни, который когда-либо попадал в топ-50.
Ананд и его ресторан были представлены в шестом эпизоде второго сезона документального проекта Netflix, Chef’s Table.